# Alophia
Alophia – rodzaj roślin należący do rodziny kosaćcowatych (Iridaceae). Obejmuje około 5–30 gatunków. Rośliny te występują na obszarach pod wpływem klimatu równikowego i umiarkowanego ciepłego na obu kontynentach amerykańskich. Rośliny te są uprawiane jako ozdobne, choć zwykle wciąż pod dawną nazwą Eustylis. Z kolei nazwą Alophia często w ofercie handlowej nazywane są rośliny z rodzaju Herbertia.

## Morfologia
PokrójByliny z jajowatymi bulwami osłoniętymi suchymi, brązowymi, papierzastymi łuskami. Pędy pojedyncze lub rozgałęzione.
LiścieNieliczne, równowąskolancetowate, pofałdowane.
KwiatyZebrane po kilka kwiatostany typu dwurzędka. Kwiaty wsparte są parą zielonych przysadek, z których zewnętrzna jest krótsza od wewnętrznej. Obie są zaostrzone. Kwiaty są krótkotrwałe, zwieszone i promieniste. Listki okwiatu rozpostarte, barwy najczęściej niebieskiej lub fioletowej. Listki z zewnętrznego okółka okwiatu większe lub niemal równe w stosunku do wewnętrznych. Pręciki są trzy i ściśle przylegają do szyjki słupka. Ta stopniowo rozszerza się ku górze dzieląc się na szczycie na dwie podwinięte łatki.
OwoceTrójkomorowe, jajowate do podługowatych torebki zawierające liczne, nieregularnie kuliste nasiona.

## Systematyka
Rodzaj z plemienia Tigridieae, z podrodziny Iridoideae z rodziny kosaćcowatych (Iridaceae).
Wykaz gatunków
- Alophia drummondii (Graham) R.C.Foster
- Alophia intermedia (Ravenna) Goldblatt
- Alophia medusa (Baker) Goldblatt
- Alophia silvestris (Loes.) Goldblatt
- Alophia veracruzana Goldblatt & T.M.Howard